# أنور ديبا
أنور ديبا (بالهولندية: Anouar Diba)‏ لاعب كرة قدم مغربي، ولد بتاريخ 27 فبراير 1983 في مدينة أوتريخت، أصله من المغرب من عين الزهرة في إقليم الناظور. وهو يلعب كصانع ألعاب.

## السيرة الذاتية
ابتدأ أنور ديبا مشواره الكروي في فريق الهواة في في أوتريخت، حيث اكتشفت مهاراته الكروية هناك من طرف بي أس في آيندهوفن التي ظمته في سنة 1994 إليها وقد لعب لها في كثير من فرق الصغار من سنة 1994 إلى 1996. منذ سنة 1996 إلى 1999 إنضم ولعب لفريق أف سي أوتريخت، بعدها رحل إلى فريق أو إس في إلينكوايك.
في سنة 2000 عرض عليه اللعب لفريق آ زد ألكمار وفريق ناك بريدا فاختار اللعب لفريق ناك بريدا التي لعب معها مبارته الأولى في 23 مارس 2003 وكانت مباراة تجمع ناك بريدا وفريق ويلم II التي دخلها في الدقيقة 85 مكان اللاعب علي بوصابون. لعبه وتألقه لم يخفِ عن إنظار منخب هولندا للشبان الذين استدعوه مرارا للعب مع منتخب هولندا للشبان إلا أنه رفض ذلك واختار اللعب لمنتخب المغرب.
في صيف 2007 سافر أنور ديبا إلى قطر حيث انضم إلى فريق الوكرة القطري. وفي الصيف 2009 انضم أنور ديبا إلى عميد الاندية الإماراتية فريق النصر الإماراتي بعد فشل نادي الوكرة القطري تجديد معه الا انه فضل اللعب لفريق النصر الإماراتي ولعب بعد النصر لأندية تفنتي الهولندي وعاد إلى الوكرة وانتقل بعدها إلى لخويا وعاد بعدها إلى الوكرة وبعدها وقع مع نادي الخريطيات ولعب معهم موسم وبعدها وقع مع العربي لكن الاتحاد القطري رفض قيده كلاعب مقيم وعاد في عام 2016 إلى الخريطيات.

## أرقام
| موسم    | النادي      | الدولة | مبارات | أهداف |
| ------- | ----------- | ------ | ------ | ----- |
| 2002/03 | ناك بريدا   | هولندا | 9      | 1     |
| 2003/04 | ناك بريدا   | هولندا | 30     | 6     |
| 2004/05 | ناك بريدا   | هولندا | 20     | 3     |
| 2005/06 | ناك بريدا   | هولندا | 25     | 5     |
| 2006/07 | ناك بريدا   | هولندا | 29     | 1     |
| 2007/08 | نادي الوكرة | قطر    | 0      | 0     |
| مجموع:  |             |        | 113    | 16    |

## روابط خارجية
- أنور ديبا على موقع قاعدة بيانات كرة القدم.إي يو (الإنجليزية)
- أنور ديبا على موقع ناشيونال فوتبول تيمز (الإنجليزية)
- أنور ديبا على موقع Soccerway.com (الإنجليزية)
- أنور ديبا على موقع كووورة